# Helmut Lemke (Künstler)
Helmut Lemke (* 1953 in Cappel) ist ein deutscher Klangkünstler und Improvisationsmusiker. Er lebt und arbeitet in Todmorden (Großbritannien) und Bielefeld. Zurzeit ist er im Rahmen des Projekts „Kunst fürs Dorf“ in Sehlis (Taucha) aktiv.

## Künstlerischer Werdegang
Seine Arbeit am Klang begann mit frühen Experimenten im Bereich der improvisierten und szenischen Musik. Im April 1982 gründete er mit anderen Musikern die Künstlergruppe Heinrich Mucken, die bis zu ihrer Auflösung ortsspezifische Multimediaereignisse im In- und Ausland aufführte (u. a. Folkwangtage Essen 1987; Documenta 8, Kassel 1987). Die Auseinandersetzung mit dem Ort klanglicher Präsentationen und die Arbeit an erweiterten Klangerzeugern führte verstärkt zur Überschreitung traditioneller Aufführungspraxis. Heute stehen neben Konzerten gleichberechtigt Klangperformances, Klanginstallationen und -objekte. Helmut Lemke arbeitete in Europa, in Vietnam, Japan, Korea, Thailand und Singapur.
Seit 1995 hatte er Lehraufträge in Deutschland, Frankreich, Finnland, Thailand und England. Seit 1996 unterrichtet er an Kunstakademien in England, wo er 1997 den Studiengang für Phonic Art an der Hull School of Art & Design mitaufbaute. Anderen Lehrverpflichtungen folgte er in Deutschland, Thailand, Finnland, Frankreich und Singapur.
Von 2004 bis 2007 ging er einem vom englischen AHRC (Arts Humanities Research Council) geförderten Forschungsauftrag nach, in dem er die natürlichen Klänge weiter, offener Landschaften u. a. in Grönland, Island und dem Norden Finnlands unter künstlerischen Gesichtspunkten untersuchte.
1999 begann Helmut Lemke eine Arbeitsreihe mit Buchveröffentlichungen unter dem Titel über den hörwert. In Performances und Installationen fügte er nicht länger Klänge zu dem Ort, an dem er arbeitete, hinzu, sondern untersuchte die Möglichkeiten, Klänge dieser Umgebung festzuhalten und das Gefundene mit einem Publikum zu teilen. Das Mittel der Wahl ist die Erstellung von Zeichnungen, da auf diesem Weg eine unmittelbare Reaktion des Zeichners auf die zu zeichnende Situation möglich ist. Die Zeichnungen zeigen sowohl die Umgebung, in der ein Klang zu hören war, als auch Repräsentanten der Klänge selbst.
Seit 2010 entwickelt er einen Masters Studiengang für Sound Art an der University of Salford.

## Ausstellungen und Installationen (Auswahl)
- doindedische (1987 – mit der Künstlergruppe Heinrich Mucken, Documenta 8, Kassel)
- schlichte süsse – aber doch glauben (1992 – mit Veronika Radulovic, Fukuoka und Tokio, Japan)
- tümpel trocknen (1994 – Vierfalt, mit Veronika Radulovic Schieder-Schwalenberg)
- ...und schnee und wolken sind nicht zu unterscheiden... (1995, 'the international Nature Art Symposium at Kum-River', Kong-Ju, Korea)
- UMBRELLAS – im sanften sturm ein sommertanz / to and fro and round the gentle storm  (1996 – Turnpike Gallery, Leigh, GB, 1997 – Produzentengalerie, Kassel, 2000 – Liverpool Museum, Liverpool, GB 2002 – Kammgarn Kulturzentrum, Kaiserslautern, 2004 – Millennium Gallery, Sheffield, GB, 2007 – Ferens Art Gallery, Hull, GB)
- echoes of the dust of ages  (1996 und 1997 – 'National Archaeological Day', Creswell Crags, GB)
- maschinenechos (1996 – Dürkoppwerke / Kunstverein Bielefeld, Bielefeld)
- laboratory dances (1996 – Psalter Lane Gallery  Sheffield, GB)
- dances for a faithful cadger (1997 – Ferens Art Gallery, Hull, GB)
- ... dRehen zum tRotz in tRauReigen ... (1998 – Galerie Artists Unlimited, Bielefeld)
- obviously echoing (1999 – mit Tatjana Kovacevic, Tissington Hall und Renishaw Hall, GB)
- Stets (2008 – Klanginstallation zum Robert Schumann Festival, Duesseldorf)
- über den hörwert  12 (2008 – Performance zum Festival 'Asiatopia 10', Bangkok, Thailand)
- über den hörwert  13 (2008 – Performance zum Festival 'Future of Imagination 5', Singapore)
- vom nehmen des unsteten maßes (2009, Zeitskulptur am Zentrum für interdisziplinäre Forschung, Bielefeld)

## Veröffentlichungen (Auswahl)
- Off, strangeness (1993, Buch und CD mit Veronika Radulovic)
- umbaut – unlaut (2001, Buch und CD)
- then the silence increased (2007, Katalog mit Ben Gwilliam)
- Über den Hörwert XI / the site the sound requires (2008, Buch und CD)

## Diskografie (Auswahl)
- van Bebber / Lemke (1989 LP mit Claus van Bebber)
- Monophobie der Pelikane (1992, CD mit Andreas Müller)
- Tubuläre Tänze (1993, CD)
- Schlichte Süße (1993, CD)
- I II III IIII (1995, 4 LP, mit Andreas Müller)
- the Long & the Short of it (1999, CD mit John Jasnoch)
- off klang (2000, CD)
- Klanglabor (2003, CD)
- fourmil plus quarterinch (2008, CD mit Ben Gwilliam)